# Nova Mutum
Nova Mutum é um município brasileiro localizado no estado de Mato Grosso, na região Centro-Oeste do país. Pertence à microrregião de Alto Teles Pires e à mesorregião do Norte Mato-grossense, e dista 242 km de Cuiabá, estando a norte da capital. Em 2024, a população estimada era de 61 223 habitantes.

## Geografia

### Clima
| Dados climatológicos para Nova Mutum | Dados climatológicos para Nova Mutum | Dados climatológicos para Nova Mutum | Dados climatológicos para Nova Mutum | Dados climatológicos para Nova Mutum | Dados climatológicos para Nova Mutum | Dados climatológicos para Nova Mutum | Dados climatológicos para Nova Mutum | Dados climatológicos para Nova Mutum | Dados climatológicos para Nova Mutum | Dados climatológicos para Nova Mutum | Dados climatológicos para Nova Mutum | Dados climatológicos para Nova Mutum | Dados climatológicos para Nova Mutum |
| Mês                                  | Jan                                  | Fev                                  | Mar                                  | Abr                                  | Mai                                  | Jun                                  | Jul                                  | Ago                                  | Set                                  | Out                                  | Nov                                  | Dez                                  | Ano                                  |
| ------------------------------------ | ------------------------------------ | ------------------------------------ | ------------------------------------ | ------------------------------------ | ------------------------------------ | ------------------------------------ | ------------------------------------ | ------------------------------------ | ------------------------------------ | ------------------------------------ | ------------------------------------ | ------------------------------------ | ------------------------------------ |
| Temperatura máxima recorde (°C)      | 37,0                                 | 38,0                                 | 36,0                                 | 36,0                                 | 34,0                                 | 34,0                                 | 36,0                                 | 40,0                                 | 44,0                                 | 41,0                                 | 41,0                                 | 37,0                                 | 44,0                                 |
| Temperatura máxima média (°C)        | 27,0                                 | 27,0                                 | 27,0                                 | 27,0                                 | 27,0                                 | 27,0                                 | 28,0                                 | 31,0                                 | 32,0                                 | 31,0                                 | 29,0                                 | 27,0                                 | 32,0                                 |
| Temperatura média (°C)               | 23,5                                 | 23,5                                 | 23,5                                 | 23,5                                 | 22,5                                 | 22,0                                 | 22,0                                 | 24,5                                 | 26,5                                 | 26,0                                 | 25,0                                 | 24,0                                 | 23,8                                 |
| Temperatura mínima média (°C)        | 20,0                                 | 20,0                                 | 20,0                                 | 20,0                                 | 18,0                                 | 17,0                                 | 16,0                                 | 18,0                                 | 21,0                                 | 21,0                                 | 21,0                                 | 21,0                                 | 16,0                                 |
| Temperatura mínima recorde (°C)      | 16,0                                 | 15,0                                 | 10,0                                 | 10,0                                 | 7,0                                  | 4,0                                  | 5,0                                  | 3,0                                  | 10,0                                 | 16,0                                 | 14,0                                 | 11,0                                 | 3,0                                  |
| Precipitação (mm)                    | 257,0                                | 240,0                                | 279,0                                | 159,0                                | 53,0                                 | 24,0                                 | 9,0                                  | 16,0                                 | 69,0                                 | 167,0                                | 240,0                                | 257,0                                | 1 770,0                              |
| Fonte: Foreca/MSN                    |                                      |                                      |                                      |                                      |                                      |                                      |                                      |                                      |                                      |                                      |                                      |                                      |                                      |

## Demografia
A população de Nova Mutum aumentou 113,47%, em um período de 10 anos, foi o município que teve o maior aumento populacional do Mato Grosso no período de (2000-2010). A informação tem por base o resultado do Censo Demográfico 2010, realizado pelo Instituto Brasileiro de Geografia e Estatística -IBGE. Foram confirmados 31.649 habitantes e em 2000, o município estava com 14.818 habitantes. Com estimativa do Instituto Brasileiro de Geografia e Estatística (IBGE) atualmente Nova Mutum possui uma população de 61.223 habitantes.
A explosão populacional de Nova Mutum se deu a partir do momento que o município conseguiu conciliar a produção agrícola com a industrialização, fato que motivou a instalação de centenas de empresas, a base da Economia esta baseada na plantação de soja, milho e algodão.
Atualmente o município possui também o 3º Índice de Desenvolvimento Humano do estado e o segundo do interior, pelo Ranking, Nova Mutum alcançou 0.758 no quesito desenvolvimento, na sequencia aparece IDHM renda com 0.773, IDHM Longevidade 0.837 e Educação com 0.673.

### Religião
- 68,8% Catolicismo Romano
- 24,7% Protestantismo
- 0,5% Testemunhas de Jeová
- 0,3% Outras Religiosidades Cristãs
- 0,5% Espíritas
- 0,3% Novas Religiões Orientais
- 0,0% Umbanda
- 0,0% Judeus
- 1,6% Não sabem
- 3,4% Sem religião

Fonte:

## Últimos prefeitos eleitos
| Ano  | Prefeito        | Partido | Votos  | %      | Ref    |
| ---- | --------------- | ------- | ------ | ------ | ------ |
| 2004 | Adriano         | PPS     | 5.413  | 58,17  | [ 11 ] |
| 2008 | Lirio           | PMDB    | 7.837  | 60,14  | [ 12 ] |
| 2012 | Adriano Pivetta | PDT     | 9.568  | 56,31  | [ 13 ] |
| 2016 | Adriano         | PDT     | 16.720 | 100,00 | [ 14 ] |
| 2020 | Leandro Félix   | PSL     | 9.730  | 48,27  | [ 15 ] |